# GMT対照法
GMT対照法（ジーエムティーたいしょうほう、GMT Correlation）は、メソアメリカで用いられた長期暦（いわゆるマヤ暦）と、西暦とを対照する方法の一つ。長期暦11.16.0.0.0を西暦1539年と換算する。ジョゼフ T.グッドマン、フアン・マルティネス・エルナンデス、エリック・トンプソンの研究によって組み立てられたもので、「GMT」は彼ら3人の名からとられている。
GMT対照法は、後古典期や植民地時代にマヤの人々の間で使われた短期暦の日付を手がかりに導き出された。短期暦もカレンダー・ラウンドによる表示なので、これをさかのぼることによって長期暦に対応させることが可能なのである。同様の手法で求められた長期暦と西暦の換算方法にはスピンデン対照法があり、GMT対照法とは13カトゥン（約256年）の差がある。
スピンデン対照法とGMT対照法のいずれが正確であるかについては長らく議論があったが、炭素年代測定で導き出された遺物の年代などと照らし合わせた結果として、GMT対照法のほうがより正確という結論に至っている。

## GMT相関定数
GMT相関定数とは、長期暦の現ラウンド始点日からの日数（マヤ日）をユリウス日に変換する際に加算する定数のことである。GMT（584,285）の場合、マヤ日0はユリウス日584,285となる。ユリウス日を求めれば、西暦（グレゴリオ暦）の日付も計算することが可能である。
現在有力とされている相関定数にGMT（584,285）とGMT（584,283）がある。GMT（584,283）はエリック・トンプソンにより、GMT（584,285）に2日の修正が加えられたものである。現在の長期暦周期（ラウンド）はGMT（584,283）では紀元前3114年8月11日に始まり、GMT（584,285）は紀元前3114年8月13日に始まる。

## GMT対照法の根拠
GMT(584,283)は次の根拠によって決定される。まず、ユカタンのシウ家による年代記である『オシュクツカブ年代記』に1539-1540年のカレンダー・ラウンド13アハウ7シュルの日にトゥンが終わるという記事があり、ほかの文献からこの日が短期暦のカトゥン13アハウの終わりでもあることがわかる。13アハウ7シュルの日にカトゥンが終わるのは約18,700年に1度であり、そこからこの日が長期暦の11.16.0.0.0（元期から数えて第1,699,200日）と計算される。
次に、ディエゴ・デ・ランダの記述から、ユリウス暦1553年7月16日（ユリウス通日2,288,488）は12カン1ポプの日で、この日に新たなハアブが始まったことがわかる。この日は13アハウ7シュルの5004日後にあたるので、長期暦で書くと11.16.13.16.4（元期から第1,704,204日）になる。したがって、長期暦の元期は 2,288,488 - 1,704,204 = 584,284 になる。
いっぽう、アステカでクアウテモックがスペインに降伏した日はユリウス暦1521年8月13日で「1の蛇」の日、ツォルキンでいうと1チクチャンになる。しかし、上記の584,284の値を使うと2キミになり、1日ずれる。一般にアステカ暦に関する記録の方がランダより信頼性が高いので、1日修正して584,283が得られる。
これに対してGMT(584,285)説は天文現象との対応を根拠にしており、フロイド・ラウンズベリーらが支持しているが、アンソニー・アヴェニは肉眼で行っていた古代の天文観測の精度では2日の修正の根拠にはならないとして批判している。